# Свере Хансен (фудбалер)
Свере Хансен (23. јун 1913 — 22. август 1974) био је норвешки фудбалер који се такмичио на Олимпијским играма 1936. године. Рођен је у Ларвику. Био је члан националног тима који је освојио бронзану медаљу у Берлину. Одиграо је 15 наступа и постигао 7 голова за фудбалску репрезентацију Норвешке од 1933. до 1936. године.